# Nacho Huett
 (août 2023).
La mise en forme du texte ne suit pas les recommandations de Wikipédia : il faut le « wikifier ».
Les points d'amélioration suivants sont les cas les plus fréquents. Le détail des points à revoir est peut-être précisé sur la page de discussion.
- Les titres sont pré-formatés par le logiciel. Ils ne sont ni en capitales, ni en gras.
- Le texte ne doit pas être écrit en capitales (les noms de famille non plus), ni en gras, ni en italique, ni en « petit »…
- Le gras n'est utilisé que pour surligner le titre de l'article dans l'introduction, une seule fois.
- L'italique est rarement utilisé : mots en langue étrangère, titres d'œuvres, noms de bateaux, etc.
- Les citations ne sont pas en italique mais en corps de texte normal. Elles sont entourées par des guillemets français : « et ».
- Les listes à puces sont à éviter, des paragraphes rédigés étant largement préférés. Les tableaux sont à réserver à la présentation de données structurées (résultats, etc.).
- Les appels de note de bas de page (petits chiffres en exposant, introduits par l'outil «  Source ») sont à placer entre la fin de phrase et le point final[comme ça].
- Les liens internes (vers d'autres articles de Wikipédia) sont à choisir avec parcimonie. Créez des liens vers des articles approfondissant le sujet. Les termes génériques sans rapport avec le sujet sont à éviter, ainsi que les répétitions de liens vers un même terme.
- Les liens externes sont à placer uniquement dans une section « Liens externes », à la fin de l'article. Ces liens sont à choisir avec parcimonie suivant les règles définies. Si un lien sert de source à l'article, son insertion dans le texte est à faire par les notes de bas de page.
- La présentation des références doit suivre les conventions bibliographiques. Il est recommandé d'utiliser les modèles {{Ouvrage}}, {{Chapitre}}, {{Article}}, {{Lien web}} et/ou {{Bibliographie}}. Le mode d'édition visuel peut mettre en forme automatiquement les références.
- Insérer une infobox (cadre d'informations à droite) n'est pas obligatoire pour parachever la mise en page.

Pour une aide détaillée, merci de consulter Aide:Wikification.
Si vous pensez que ces points ont été résolus, vous pouvez retirer ce bandeau et améliorer la mise en forme d'un autre article.
Pour les articles homonymes, voir Huett.
Ignacio Huett (né le 3 mars 1972 à Caracas au Venezuela) artistiquement connu sous le nom de Nacho Huett, est un acteur de télévision, compositeur et acteur de théâtre vénézuélien. Il est surtout connu dans son pays natal pour avoir travaillé dans les telenovelas de Radio Caracas Televisión. Huett vit à Bogota en Colombie depuis 2016, avec sa femme, l'actrice Nacarid Escalona et leurs deux filles.

## Filmographie

### Rôles au cinéma
| Année | Titre         | Les rôles        | Remarques     |
| ----- | ------------- | ---------------- | ------------- |
| 2007  | Viandantes    | Ernesto          | Court métrage |
| 2010  | Sin cobertura | Juan             | Court métrage |
| 2011  | Patas arriba  | Le jeune Renato  |               |
| 2013  | La ley        | Oneki / Gladiona |               |

### Rôles à la télévision
| Année | Titre                   | Les rôles                         | Remarques  |
| ----- | ----------------------- | --------------------------------- | ---------- |
| 1996  | La llaman Mariamor      |                                   |            |
| 1998  | Hoy te vi               | Ivan Pereira Gomez                |            |
| 1999  | Carita pintada          | Abdul Pabuena                     |            |
| 2000  | Angélica pecado         | Lucas                             |            |
| 2000  | Mariú                   |                                   |            |
| 2001  | La sobriété             | Ángel Ozores                      |            |
| 2002  | Trapos intimes          | Ricky Pinzon                      |            |
| 2003  | La femme de Judas       | Ismaël Agüero del Toro            |            |
| 2003  | La Invasora             | Guillermo                         |            |
| 2006  | Por todo lo alto        |                                   |            |
| 2006  | Le mépris               | Edilio Velandró                   |            |
| 2007  | Ma prima Ciela          | Cristóbal Acosta                  |            |
| 2009  | Calle luna, Calle sol   | Rafael Eduardo García Mastronardi |            |
| 2013  | Les secrets de Lucia    | Oswaldo Orbajan "Orejas"          |            |
| 2014  | La vierge de la calle   | Humberto Rivas Molina             |            |
| 2014  | Nora                    | Pedro                             |            |
| 2016  | Entre tu amor y mi amor | Père Ramón Echezuría              |            |
| 2017  | Le commandant           |                                   | 2 épisodes |